# Brukstjärnen, Ångermanland
Brukstjärnen är en sjö i Sollefteå kommun i Ångermanland och ingår i Ångermanälvens huvudavrinningsområde. Sjön har en area på 0,196 kvadratkilometer och ligger 202 meter över havet. Sjön avvattnas av vattendraget Ledingsån (Bruksån).

## Delavrinningsområde
Brukstjärnen ingår i det delavrinningsområde (699537-155724) som SMHI kallar för Utloppet av Brukstjärnen. Medelhöjden är 232 meter över havet och ytan är 1,13 kvadratkilometer. Räknas de 36 avrinningsområdena uppströms in blir den ackumulerade arean 295,33 kvadratkilometer. Ledingsån (Bruksån) som avvattnar avrinningsområdet har biflödesordning 3, vilket innebär att vattnet flödar genom totalt 3 vattendrag innan det når havet efter 85 kilometer. Avrinningsområdet består mestadels av skog (70 procent) och öppen mark (13 procent). Avrinningsområdet har 0,2 kvadratkilometer vattenytor vilket ger det en sjöprocent på 17,4 procent.